# Старо-Альметевская волость
Ста́ро-Альме́тевская во́лость (тат. ئىسكىٰ ئەلمەت ۋولىٰسىٰ, Iske Əlmət vulьsь, Иске Әлмәт вулысы) — административно-территориальная единица, существовавшая в составе Чистопольского уезда Казанской губернии до 1920 года, Чистопольского кантона Татарской АССР с 1920 по 1930 год.
Административный центр — село Альметьево.

## География
Волость находилась на юго-западе уезда, граничила на севере с Билярской и Ново-Адамской волостями, на востоке со Старо-Мокшинской волостью, на юго-востоке с Егоркинской волостью, на юге со Старо-Максимкинской волостью, на западе с Юхмачинской, Алькеевской, Марасинской волостями Спасского уезда.

## Состав волости

### Состав волости в Чистопольском уезде Казанской губернии (1781—1920)

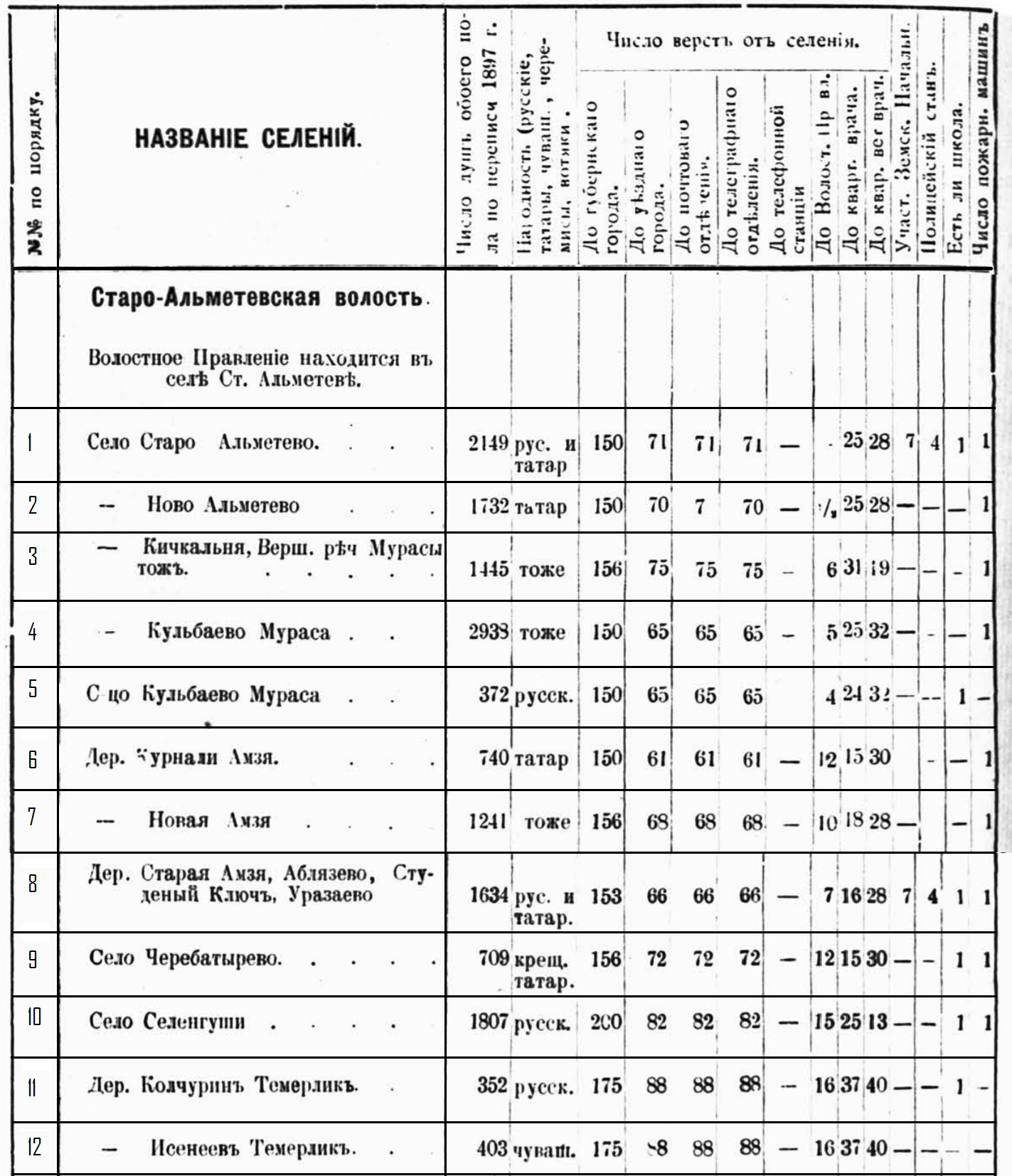
Список населенных пунктов Старо-Альметевской волости в 1908 году

| №  | Населённый пункт                                                                   | Тип населённого пункта                      | Национальность   | Население (1897) |
| -- | ---------------------------------------------------------------------------------- | ------------------------------------------- | ---------------- | ---------------- |
| 1  | Кичкальня (Вершина реки Мурасы)                                                    | деревня                                     | татары           | 1 445            |
| 2  | Кульбаево-Мараса                                                                   | село                                        | татары           | 2 939            |
| 3  | Курнали-Амзя                                                                       | деревня                                     | татары           | 740              |
| 4  | Новая Амзя                                                                         |                                             | татары           | 1 241            |
| 5  | Новое Альметьево                                                                   | деревня                                     | татары           | 1 732            |
| 6  | Рождественский (c 1910-х гг.)                                                      | посёлок                                     |                  |                  |
| 7  | Русский Тимерлек (Колчурин Темерлик)                                               | деревня                                     | русские          | 352              |
| 8  | Селенгуши (Починок по речке Селенгуш, Деяшева)                                     | село                                        | русские          | 1 807            |
| 9  | Сельцо Кульбаево-Мараса (Новопоселённая Мураса)                                    | деревня                                     | русские          | 372              |
| 10 | Старая Амзя: Старая Русская Амзя, Старая Татарская Амзя                            | деревня                                     | русские и татары | 1 634            |
| 11 | Старое Альметьево (Альметева)                                                      | деревня, позже село, административный центр | русские и татары | 2 149            |
| 12 | Стекольный (Стекольный Завод, Верхне-Стекольный + Нижне-Стекольный) (c 1910-х гг.) | поселок                                     |                  |                  |
| 13 | Черебатырево                                                                       | деревня                                     | крещ. татары     | 709              |
| 14 | Чувашский Тимерлек (Исенеев Темерлик)                                              | деревня                                     | чуваши           | 403              |

### Состав волости в Чистопольском кантоне Татарской АССР (1920—1930)
| №  | Населённый пункт                                                    | Тип населённого пункта       | Население |
| -- | ------------------------------------------------------------------- | ---------------------------- | --------- |
| 1  | Алга (Садыковское до 1940 г.)                                       | деревня                      |           |
| 2  | Владимировка                                                        | деревня                      |           |
| 3  | Кирпичное (Татарстан)                                               | село                         |           |
| 4  | Кичкальня                                                           | село                         |           |
| 5  | Красномайский                                                       | посёлок                      |           |
| 6  | Кульбаево-Мараса                                                    | село                         |           |
| 7  | Курнали-Амзя                                                        | деревня                      |           |
| 8  | Посёлок имени Нариманова (Наримановский)                            | посёлок                      |           |
| 9  | Новая Амзя                                                          | село                         |           |
| 10 | Новое Альметьево                                                    | деревня                      |           |
| 11 | Рождественский                                                      | посёлок                      |           |
| 12 | Русский Тимерлек                                                    | деревня                      |           |
| 13 | Селенгуши                                                           | село                         |           |
| 14 | Сельцо Кульбаево-Мараса                                             | деревня                      |           |
| 15 | Сосновка                                                            | деревня                      |           |
| 16 | Старая Русская Амзя                                                 | деревня                      |           |
| 17 | Старая Татарская Амзя                                               | деревня                      |           |
| 18 | Старое Альметьево                                                   | село, административный центр |           |
| 19 | Стекольный (Стекольный Завод, Верхне-Стекольный + Нижне-Стекольный) | поселок                      |           |
| 20 | Черебатырево                                                        | деревня                      |           |
| 21 | Чувашский Тимерлек                                                  | село                         |           |

## История
Волость возникла в 1860-х на территории Старо-Альметевского общества Билярской волости и Ново-Амзинского общества Карасинской волости.
| Какого стана | Количество крестьянской земли | Число селений | Число крестьянских дворов | Число дворов не крестьянских в волости | Число наличных душ                              |
| ------------ | ----------------------------- | ------------- | ------------------------- | -------------------------------------- | ----------------------------------------------- |
| 1            | 22 066 десятин или 241 м²     | 12            | 2 348                     | 9                                      | Мужчин: 6 393 Женщин: 6 620 Обоего пола: 13 013 |

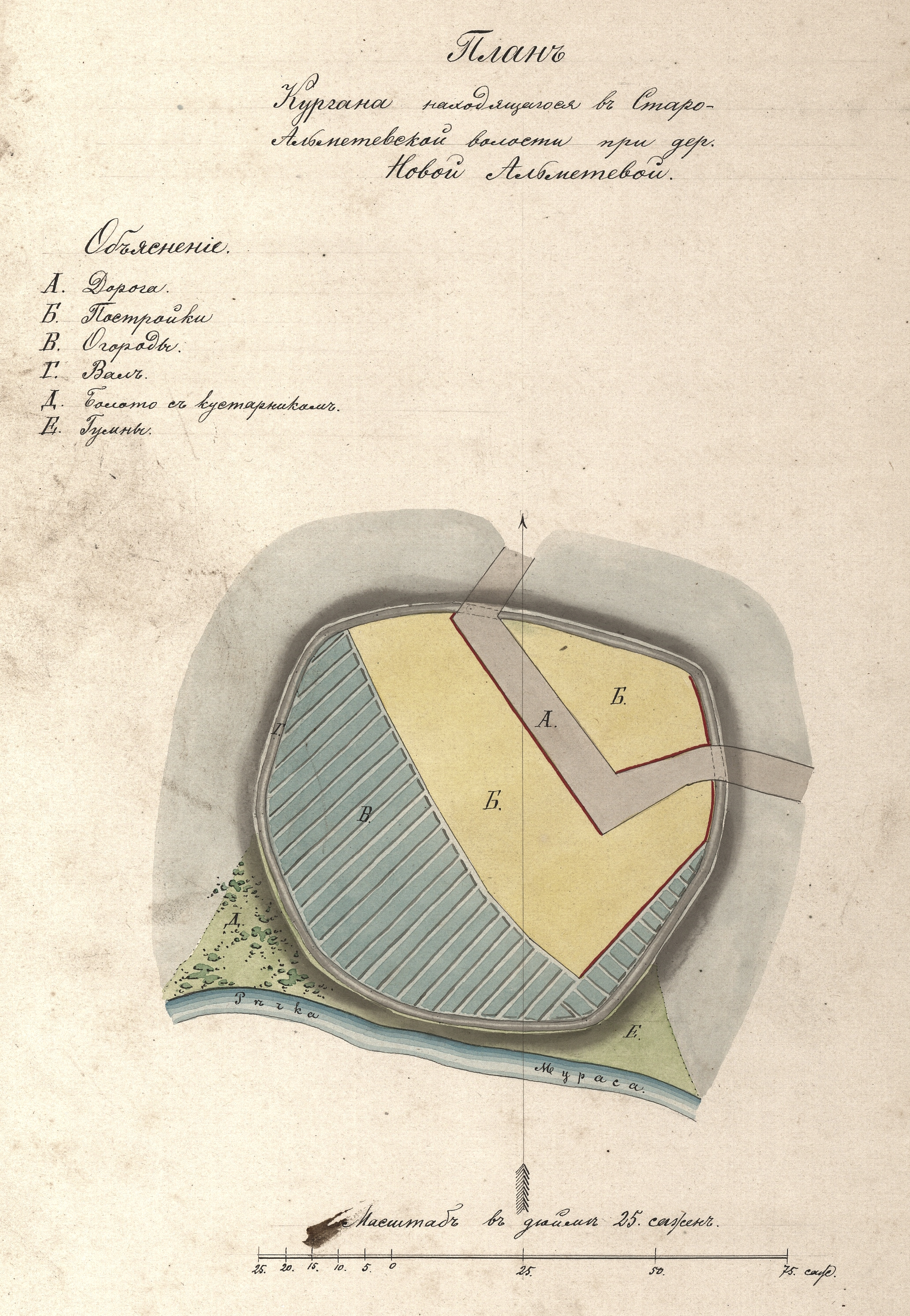
План кургана в Старо-Альметевской волости

С 1867 по 1879 год входила в северный медицинский округ, с 1879 по 1892 год в первый округ, с 1892 в VII медицинский участок Чистопольского уезда. 
| школа                 | год открытия | кол-во классов       | учительница                                                   | мальчики           | девочки           |
| --------------------- | ------------ | -------------------- | ------------------------------------------------------------- | ------------------ | ----------------- |
| Кирпичного поселка    | —            | 1 компл.             | Шурыгина Александра Михайловна                                | 13                 | 8                 |
| Кульбаево-Марасинская | 1900         | 1 компл.             | Карапулина Анна (зав)                                         | 24 (рус), 9 (тат)  | 12 (рус)          |
| Старо-Альметьевская   | 1883         | 3-х компл.           | Мозохина и еще 2 учителя                                      | 62 (рус), 10 (тат) | 28 (рус), 1 (тат) |
| Селенгушская          | 1885         | 4-х компл. 1 ступени | Никольская Зинаида Павловна и еще 3 учительницы               | 95 (рус)           | 29 (рус)          |
| Старо-Амзинская       | 1910         | 2-х компл.           | Афанасьева Г. (зав)                                           | 53 (рус)           | 9 (рус)           |
| Черебатыревская       | —            | 2-х компл. 1 ступени | Колчирина Александра Спиридоновна, Антонова Татьяна Федоровна | 49 (крещ. тат.)    | 25 (крещ. тат.)   |

В 1924 году в результате укрупнения волостей в состав волости вошло селение Щербень Старо-Мокшинской (Кривозёрской) волости и к той же волости отошёл населённый пункт Селенгуши; в том же году в её состав было перечислено селение Карамала Алькеевской волости Спасского кантона.
В 1930 году волость упразднена, большая часть ее территории присоединена к Билярскому району, селения Верхний и Нижний Тимерлик вошли в состав Октябрьского района.

## Люди, связанные с волостью
- Ахмадзаки Сафиуллин (1896—1995) — татарский богослов, имам казанской мечети аль-Марджани, духовный наставник ряда известных исламских богословов.
- Валентин Ерашов (1927-1999) — писатель.
- Габдулла Кариев (настоящие имя и фамилия — Миннибай Хайруллин; 1886—1920) — татарский актёр и режиссёр. Один из основоположников татарского национального театра.
- Зигангир Разяпов (1892—1919)— революционер.
- Махмуд Фуад Туктаров (1880—1938) — общественный деятель, юрист, журналист, член Всероссийского учредительного собрания.
- Абруй Сайфи[тат.] (1889—1960) — педагог, журналист, переводчик, писатель.
- Михаил Сергеев (1924—1991) — старшина Советской Армии, участник Великой Отечественной войны, Герой Советского Союза (1945).
- Хусаинова Лябиба Хадиевна[тат.] — основательница и заведующая школой для татарских девушек в Казани, действовавшей в 1904-1918 годах.
- Кияметдин Юлдашев[тат.] (1890—1955) — татарский поэт, директор Татгосиздата (1927—1935), отец академика Алмаза Юлдашева.